# Iglesia de San Antonio de Padua (Partaloa)
La iglesia de San Antonio de Padua es una iglesia parroquial católica situada en la localidad almeriense de Partaloa (España). El templo, construido en el siglo XX, sustituye a la antigua iglesia de la localidad del siglo XVII, que fue derruida tras el terremoto que sufrió la zona en 1973. La iglesia está dedicada a San Antonio de Padua, patrón de la localidad.
Cuenta con un retablo de madera en el altar mayor. Entre las imágenes de la iglesia destacan las de la Virgen de los Dolores, San Juanico y el Cristo Resucitado.